# Alienator
Alienator er en amerikansk film fra 1990 af Fred Olen Ray.

## Medvirkende
- Jan-Michael Vincent
- John Phillip Law som Ward Armstrong
- Ross Hagen som Kol
- Teagan Clive som Alienator
- Dyana Ortelli som Orrie
- Jesse Dabson som Benny
- Dawn Wildsmith som Caroline
- P. J. Soles som Tara